# Cantonul Charny
Cantonul Charny este un canton din arondismentul Auxerre, departamentul Yonne, regiunea Burgundia, Franța.

## Comune
- Chambeugle
- Charny (reședință)
- Chêne-Arnoult
- Chevillon
- Dicy
- Fontenouilles
- Grandchamp
- La Ferté-Loupière
- Malicorne
- Marchais-Beton
- Perreux
- Prunoy
- Saint-Denis-sur-Ouanne
- Saint-Martin-sur-Ouanne
- Villefranche